# Teatre de titelles estatal de Kaunas
El Teatre de titelles estatal de Kaunas (en lituà: Kauno valstybinis lėlių teatras) és un teatre de titelles a la ciutat de Kaunas, a Lituània. El teatre professional va ser establert el 1958.
Cada temporada teatral ofereix vint espectacles de titelles als espectadors, i es representen 4 o 5 obres noves per regla general. Al teatre hi ha dues sales per als espectadors amb 226 i 50 seients a cada una. Un petit museu de personatges de titelles es va establir a les instal·lacions del teatre. El teatre ha realitzat obres en festivals de molts països estrangers.